# Карпинский, Иоанн Константинович
Иоа́нн Константи́нович Карпи́нский (5 февраля 1872 — 12 ноября 1937) — член IV Государственной думы от Волынской губернии, священник.

## Биография
Православный. Сын сельского священника.
Окончил Клеванское духовное училище (1885) и Волынскую духовную семинарию со званием студента (1891).
По окончании духовной семинарии 11 лет был учителем церковно-приходской школы. В 1902 году был рукоположен в священники родного села Ярунь. Также состоял помощником благочинного и членом епархиального училищного совета, избирался депутатом окружного училищного и епархиальных съездов, а также депутатом от духовенства в уездном земском собрании. В 1911—1913 годах состоял уездным наблюдателем церковно-приходских школ. Был председателем местного отдела Союза русского народа.
В 1912 году был избран членом Государственной думы от Волынской губернии. Входил во фракцию правых. Состоял докладчиком финансовой комиссии, а также членом комиссий: по народному образованию, по направлению законодательных предположений, о путях сообщения и бюджетной.
После революции служил священником в селе Юрковцы Ярунского района. В декабре 1917 года баллотировался в Украинское учредительное собрание от Волынской губернии по списку «от православных приходов и хлеборобов», который возглавляли В. В. Шульгин и Я. В. Глинка.
После закрытия церкви в 1936 году переехал к дочери в Ленинград, где работал счетоводом в тресте. Через год, получив отпуск, приехал в родное село. Местные жители опознали в Карпинском своего бывшего священника и члена Государственной думы, о его приезде стало известно райотделу НКВД. В тот же день, 25 октября 1937 года, Карпинский был арестован. Через пять дней ему было предъявлено обвинение по статье 54-1а УК УССР, а дело направлено на рассмотрение НКВД СССР по 1-й категории. Приговорен к ВМН по постановлению НКВД СССР и Прокурора СССР от 5 ноября 1937 года. Расстрелян 12 ноября того же года в Житомире.

## Семья
Был женат, имел двоих детей. Дочь Валентина, в замужестве Вятченко.